# سونگ (ماهی)
سونگ (نام علمی: Luciobarbus esocinus) گونه‌ای بزرگ از ماهی‌ها از ردهٔ پرتوبالگان بوده که بومی رودخانه دجله و فرات و کشورهای ایران (رودهای مرزی در استان خوزستان و کرمانشاه)، عراق، سوریه و ترکیه است.
این گونه به عنوان ماهی خوراکی بسیار گران‌بها است، اما به دلیل صید بی‌رویه و از بین رفتن زیستگاه تعداد آن‌ها کاهش یافته و باعث آسیب‌پذیری آن شده‌است. این گونهٔ ماهی در دوران باستان نیز مشهور و مورد توجه بوده‌است و تصاویری از ۱۵۰۰–۱۰۰۰ سال پیش از میلاد وجود دارد که نشان می‌دهد کشیشان آشوری و بت‌ها پوشیده از پوست این ماهی هستند.

## ویژگی‌ها
طول این ماهی حداکثر تا ۲٫۳ متر (۷٫۵ فوت) و وزن آن تا ۱۴۰ کیلوگرم (۳۱۰ پوند) گزارش شده‌است اما به‌طور معمول دارای طولی معادل ۱–۱٫۵ متر (۳٫۳–۴٫۹ فوت) و وزن ۶۰ کیلوگرم (۱۳۰ پوند) است. این گونه یکی از بزرگ‌ترین گونه‌های کپورماهیان است و می‌تواند دست‌کم تا ۱۷ سال عمر کند. این ماهی دارای یک سر بزرگ، با دهانی فاقد دندان است. بدن این ماهی نقره‌ای رنگ است و با فلس‌های کوچکی پوشانده شده‌است. این ماهی دارای یک بالهٔ پشتی و یک جفت بالهٔ سینه‌ای و شکمی است و بالهٔ مخرجی و دمی آن زرد رنگ است.

## پراکندگی، زیستگاه و رفتار
ماهی سونگ گونه‌ای بومی حوضه‌های آبریز رودخانه‌های فرات و دجله است و در کشورهای ایران، عراق، سوریه و ترکیه پراکندگی دارد. ماهی‌های بزرگ‌تر معمولاً در رودهای بزرگ و عمیق‌تر دیده می‌شوند و فقط جهت تخمگذاری به نقاط کم عمق تر مهاجرت می‌کنند. این ماهی از طیف وسیعی از غذاها اعم از زئوپلانکتون‌ها، بی‌مهرگان، ماهی‌ها، پرندگان و همچنین از فیتوپلانکتون استفاده می‌کند اما به‌طور معمول ماهی‌های کوچک‌تر، حدود نیمی از غذای این گونه را تشکیل می‌دهند.

## حفاظت
این گونه در حال حاضر بر اساس رتبه‌بندی اتحادیه بین‌المللی حفاظت از طبیعت (IUCN) به عنوان گونهٔ آسیب‌پذیر طبقه‌بندی شده‌است. اگرچه اطلاعات قابل اتکایی از جمعیت این گونه در دسترس نیست اما بر اساس گزارش‌ها در دهه‌های اخیر به دلیل صید بی‌رویه تعداد این ماهی به شدت کاهش یافته‌است. ماهی سونگ دارای پتانسیل مناسبی جهت تکثیر و آبزی‌پروری است و در اسارت نیز با موفقیت پرورش داده شده‌است.